# Gabriele Galantara
Gabriele Galantara nace el 18 de octubre de 1865 en Montelupone y fallece el 10 de enero de 1937 en Roma. Es un pintor, periodista, dibujante, ilustrador y caricaturista satírico italiano, uno de los más importantes de la Belle Epoque. Adoptó el seudónimo de Rata Langa o Ratalanga, que es un anagrama de su apellido.

## Biografía
Gabriele, nació en Montelupone, cerca de Macerata, el 18 de octubre de 1865. Hijo de Giovanni y Giulia Terenzi, era una familia de antigua nobleza. En 1874 ingresó en el internado provincial de Macerata, permaneciendo durante diez años, asistiendo a la escuela primaria y al instituto técnico. En 1884, la muerte de su padre agravó la situación económica de la familia, pero la madre pudo garantizar los medios necesarios para poder continuar sus estudios. Ese mismo año se mudó a Bolonia para inscribirse en la facultad de matemáticas, aunque reveló una actitud cada vez más marcada para las artes. En 1887 comenzó a asistir a la Academia de Bellas Artes y consiguió algún trabajo ocasional como dibujante.
El entorno urbano y universitario ejerció una influencia decisiva en su educación cultural y política. Influido por G. Carducci, a cuyas lecciones le encantaba asistir, pero sobre todo por el periodismo satírico. Galantara conoció en Bolonia a Guido Podrecca, un estudiante de letras, animado por las mismas pasiones, con quien estableció una estrecha amistad.

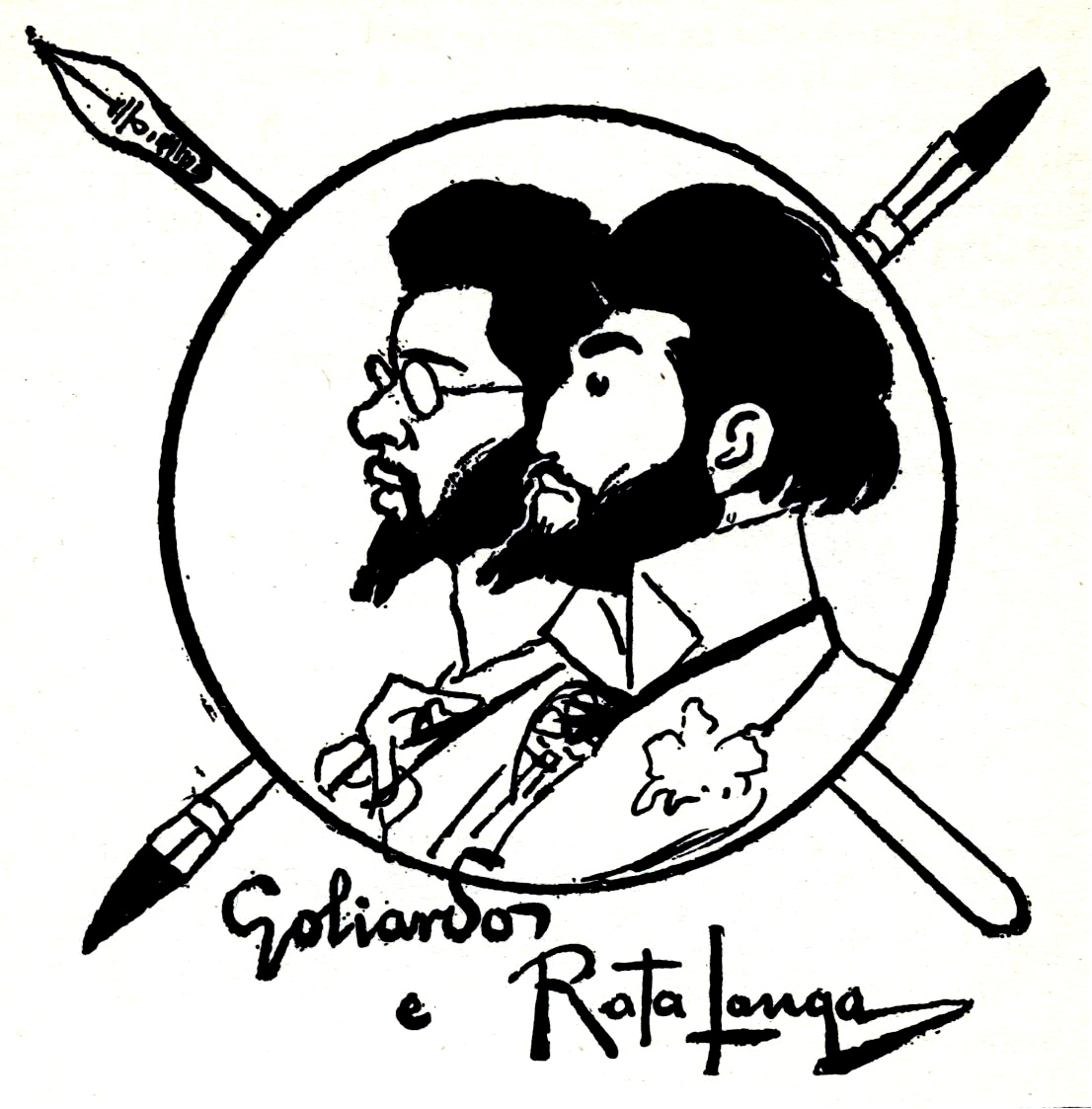
Caricatura de Galantara (Rata Langa) y Podrecca para l'Asino.

### Fundación de "L'Asino"
En 1892, ambos fueron invitados a Roma para trabajar en la redacción del Torneo, pero cuando entraron en contacto con varios grupos socialistas, republicanos y anarquistas, encontraron la posibilidad de crear su propio periódico que nombraron L'Asino (El Burro) refiriéndose al lema de Francesco Domenico Guerrazzi "la gente es como el burro: útil, paciente y golpeado". La dirección de la nueva revista semanal fue asumida por Podrecca en 1892. L'Asino alcanzó el favor público de inmediato, estableciéndose en 22.000 copias. Los primeros objetivos de su sátira fueron los casos de negligencia política, que comenzaron con el escándalo de la Banca romana, y de los políticos italianos.
Galantara, Podrecca y Mongini fueron arrestados en 1897 acusados de propaganda subversiva. Galantara fue nuevamente arrestado por participar en los disturbios de mayo de 1898. Entonces realiza varios viajes al extranjero, a Francia, Bélgica y Alemania. Su fama había llegado a Alemania donde sus caricaturas se apreciaban gracias a Der Wahrer Jacob, un socialista satírico. Desde 1905 también colabora en L'Assiette au beurre, el principal periódico francés de sátira social. Su consagración en Francia tuvo lugar en 1909, cuando participó con treinta y siete dibujos y pinturas en el Salon des humoristes di Parigi y dos de sus obras fueron expuestas en el Salon d'automne, en la sección italiana de arte moderno.

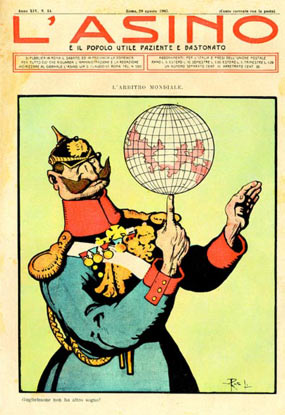
L'Asino, de Gabriele Galantara.

### Anticolonialista
En 1911, la guerra italo-turca fue la causa de un serio desacuerdo con Podrecca, quien en 1909 había sido elegido diputado en las listas del Partido Socialista Italiano y se había puesto del lado de la empresa colonial, mientras que Galantara expresó posiciones anticolonialistas. El periódico logró dar espacio a ambas posiciones, pero sin duda las grandes viñetas contra la guerra de Galantara fueron más efectivas que los artículos de Podrecca, que en 1912 fue expulsado del Partido Socialista Italiano, junto con el fundador de Avanti! Leonida Bissolati, y otros diputados socialistas.

### Propaganda de guerra (1914-1918)
Galantara contribuyó a la causa intervencionista y a la propaganda de guerra, popularizando las caricaturas de "Guglielmone" y "Cecco Beppe", extendiendo el odio hacia la "barbarie teutónica". Por su elección intervencionista, y por la posición adoptada contra la revolución rusa, donde Lenin y los bolcheviques estaban representados como agentes alemanes, L'Asino se desvió de los sentimientos de las masas socialistas y perdió lectores. Las dificultades económicas y técnicas, aceleraron la crisis del periódico que, a principios de 1918, interrumpió sus publicaciones.

### Italia fascista

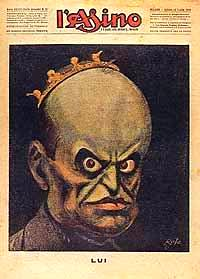
Caricatura de Mussolini en 1924, por Gabriele Galantara en L'Asino.

L'Asino volvió a editarse a finales de 1921. Comenzó con un acto público que reiteraba las elecciones hechas en los últimos veinte años, desde el "engaño democrático" y las "mentiras patrióticas" hasta la "pornografía anticlerical", que promete un retorno revitalizante al espíritu rebelde de los orígenes. La denuncia de los abusos fascistas y de la lúgubre y pomposa figura de Mussolini constituyen los motivos dominantes de la última etapa de Galantara. En 1925, L'Asino dejó de publicarse.
Galantara continuó dibujando para el periódico satírico antifascista Il Becco Giallo, pero en diciembre de 1926 fue arrestado y condenado a cinco años de reclusión. En 1927, la sentencia fue conmutada por libertad condicional, pero se le prohibió su actividad periodística. Colaboró con viñetas anónimas en la revista humorística Marc'Aurelio y dibujo, bajo seudónimo, algunas ilustraciones para libros, pero sin su aguda sátira, era inofensivo. Galantara se dedicó a dibujar y pintar en los últimos años. También realizó una serie de proyectos de pintura sobre cerámica y para cine de dibujos animados. Fallece el 10 de enero de 1937 en Roma.